# 宮本あかり
宮本 あかり（みやもと あかり・1994年〈平成6年〉7月29日 - ）は、日本の女性モデル・レースクイーン。愛知県出身。愛称は「あかりん」。

## 略歴
20歳の頃、名古屋の栄を歩いていた所をスカウトされ、名古屋のモデルエージェンシー『サティスファクション』に所属しモデル・イベントコンパニオン活動を始める。2016年9月、パチンコウォーカーの公式イメージガールに当たる『パレットガール』に加入し、パチンコ店でのプロモーション活動を行う。
2017年、スーパーフォーミュラ『YOKOHAMA promotional models』に就任しレースクイーンデビュー。翌2018年は『SUBARU BRZ GT GALS“BREEZE”』としてSUPER GTのRQを務めた。
2019年、岡山トヨペット K-tunes Racingのレースクイーンユニット『KT Honey』（ケイティ・ハニー）に加入。同年12月、5年間所属していたサティスファクションを退所しフリーランスとなる。
2020年も引き続きK-tunes Racingのレースクイーンを務めたが、この年からは公募で決定した『Win G』（ウィン・ジー）にユニット名が変更された。
レースクイーンは2020年度をもって卒業し、2021年からは「K-tunes Racingレポーター」としてYouTubeチャンネルでの突撃取材や配信企画のMCを行っている。

## 人物
- 趣味はツーリング[5]、お酒を飲むこと[5]、モータースポーツ観戦、早歩き[1]。
- 小学6年の時は生徒会長を務め[9]、中学時代はソフトボールのクラブチームに入っていた[10]。
- 自身のキャッチフレーズは「八重歯の褐色RQ」[9]。

## レースクイーン歴
| 年     | カテゴリー                                                                    | チーム名                      | 他メンバー                               |
| ------ | ----------------------------------------------------------------------------- | ----------------------------- | ---------------------------------------- |
| 2017年 | スーパーフォーミュラ                                                          | YOKOHAMA promotional models   | 近藤みき                                 |
| 2017年 | SUPER GT 『第46回インターナショナル SUZUKA 1000km "SUZUKA 1000km THE FINAL"』 | TEAM MUGEN『MUGEN ADVAL GAL』 | 池永百合                                 |
| 2018年 | SUPER GT                                                                      | SUBARU BRZ GT GALS “BREEZE”   | 綾瀬まお、沢すみれ、野田桃加             |
| 2019年 | SUPER GT                                                                      | K-tunes Racing『KT Honey』    | 小嶋みやび、長沼南帆                     |
| 2020年 | SUPER GT                                                                      | K-tunes Racing『Win G』       | 北川美麗、長沼南帆、福江ななか、星乃サラ |

## 出演

### イベント
| 年     | イベント名                                            | 備考                                                |
| ------ | ----------------------------------------------------- | --------------------------------------------------- |
| 2014年 | 秋の大試乗会in瀬戸自動車学校（9月7日）                | SUZUKIのRQ風コスチュームで参加                      |
| 2014年 | メ～テレ秋祭り2014                                    | ナースコスでサンプル配布                            |
| 2014年 | 東海テレビわんだほ感謝祭2014（10月25日 - 26日）       | ナースコスでサンプル配布                            |
| 2016年 | NAGOYAオートトレンド                                  | トヨタカローラ名古屋・MESSIAHブースのコンパニオン   |
| 2017年 | 名古屋キャンピングカーフェア（3月11日 - 12日）        | NUTS CAFEブースのコンパニオン                       |
| 2017年 | エクステリア&ガーデンフェア2017                       | LIXILブースのコンパニオン                           |
| 2017年 | 秋の大試乗会in瀬戸自動車学校（9月18日）               | [ 20 ]                                              |
| 2017年 | 東京モーターショー                                    | ハーレーダビッドソンブースのモデル                  |
| 2017年 | 名古屋モーターショー                                  | キャデラックブースのコンパニオン                    |
| 2018年 | 東京オートサロン                                      | 『SUBARU BRZ GT GALS 2018』としてお披露目           |
| 2018年 | 大阪モーターサイクルショー 東京モーターサイクルショー | ハーレーダビッドソンブースのモデル                  |
| 2019年 | 東京オートサロン                                      | project μブースで『KT Honey』メンバーとしてお披露目 |
| 2019年 | 大阪オートメッセ                                      | TOYOTA GAZOO RACINGブースのコンパニオン             |
| 2019年 | 大阪モーターサイクルショー 東京モーターサイクルショー | ハーレーダビッドソンブースのモデル                  |
| 2019年 | 名古屋モーターショー                                  | BMWブースのコンパニオン                             |
| 2020年 | 東京オートサロン                                      | 綾瀬まおと共にMAZDAブースのコンパニオンを担当       |

### 広告
- 下呂温泉・小川屋[1]
- 岐阜都ホテル（ブライダルモデル）[1]
- コロナワールド・天然温泉コロナの湯CM[1]